# 阿拉普阿 (巴西)
阿拉普阿（葡萄牙語：Arapuã）是巴西巴拉那州的一个市镇。总面积218.838平方公里，总人口4035人，人口密度18.4人/平方公里。